# 箱根丸 (初代)
箱根丸（はこねまる）は、かつて日本郵船が所有・運航した貨客船。大正後期から昭和初期に欧州航路で使用された。姉妹船に筥崎丸、榛名丸、白山丸。これらは頭文字がHであることから「H型船」とも呼ばれた。
なお日本郵船の「箱根丸」には、1968年竣工の初代コンテナ船、1983年竣工の2代目コンテナ船も存在する。

## 概要
日本郵船は第一次世界大戦中に八坂丸（1万2千トン）、宮島丸（8千トン）、平野丸（同）をドイツ軍に撃沈されたため、1万トン級の貨客船3隻（箱根丸、筥崎丸、榛名丸）の建造を決定し、三菱造船長崎造船所に発注した。諏訪丸級を改良したもので、三菱製パーソンス式タービン機関を採用した。三菱長崎では3隻と同型のストックボート1隻を建造し、後にこれも日本郵船が購入した（白山丸）。

## 船歴
箱根丸はH型船第1船として1920年（大正9年）7月12日に起工。船番346。1921年（大正10年）7月25日に進水し、同年10月31日に竣工した。
竣工後の箱根丸は同年11月29日に神戸を出航、ロンドンに向けて処女航海に出た。以後、20年にわたって欧州航路に使用された（47航海）。
1939年（昭和14年）に第二次世界大戦が勃発。欧州航路としては1940年（昭和15年）5月30日の出航が最後となった。同年12月から翌1941年（昭和16年）までボンベイ航路に使用された（3航海）。同年にはダバオ、マニラの日本人の内地引揚げに使用された。
1942年（昭和17年）8月28日、海軍に徴用され、横須賀鎮守府所管の海軍一般徴用船となる。同年10月19日、解傭。同年11月に軍の徴用を受けないまま軍事輸送に従事する陸軍配当船に指定。同年11月27日、高雄から門司へ向かう途中、台湾海峡で空爆を受ける。9時45分頃に右舷中央部付近に至近弾を受けて破孔から浸水し航行不能となり、17時15分に沈没した。乗客832名に人的被害はなかったという。沈没地点は烏嶼南沖15km地点付近、北緯25度04分 東経119度40分 / 北緯25.067度 東経119.667度。